# Léon Nérel
Léon Nérel (Perpinyà, 28 de desembre de 1855 - 18 d'agost de 1931) fou un advocat i polític perpinyanenc, alcalde i diputat a l'Assemblea Nacional Francesa durant la Tercera República.
Llicenciat en dret, exercí com a advocat i fou alcalde de Perpinyà de maig de 1911 a maig de 1912. Després fou diputat a l'Assemblea Nacional Francesa per la circumscripció dels Pirineus Orientals de 1914 a 1919, inscrit en el grup parlamentari de la Gauche démocratique.